# Regió7
Regió7 és un diari en llengua catalana publicat a la Catalunya central. Va néixer a Manresa (Bages) l'any 1978. Publica informació general i informació local de les comarques del Bages, el Solsonès, el Berguedà, la Cerdanya (des de 1986), l'Alt Urgell, el sector nord del Baix Llobregat (1994) i l'Anoia (des de 1995). El seu subtítol és «El diari de la Catalunya central». Forma part del Grup Regió7, grup de comunicació que inclou el diari, la seva web i Imprintsa. L'empresa editora és Edicions Intercomarcals SA (EISA), del grup Editorial Prensa Ibérica (EPI) presidit per Francisco Javier Moll de Miguel, empresa amb seu a Barcelona propietària de 16 diaris locals i regionals. Té un tiratge d'uns 10.000 exemplars diaris. L'audiència mitjana diària és de 50.000 lectors diaris.

## Història
Edicions Intercomarcals (EISA) va ser creada a Manresa el 1978  per un grup de periodistes (Joan Montraveta, Remei Aranda, Pere Fons, Albert Macià, Gonçal Mazcuñan, Pilar Parcerisas, Josep Raluy i Manuel Simó) que van promoure la compra popular d'accions entre centenars de particulars del Bages, el Berguedà i el Solsonès. D'aquesta manera el diari va néixer amb sis-cents accionistes, cap dels quals no posseïa més del 3% del capital. Més endavant aquest límit va créixer fins al 4,5%.
El primer número de Regió7 es va publicar el 30 de desembre del 1978, amb 2.500 exemplars, just acabada de ser aprovada la Constitució Espanyola. Arrencà amb la redacció instal·lada a la Muralla de Sant Domènech, amb cinc redactors i una cinquantena de col·laboradors. Llavors era un bisetmanari que apareixia els dimarts i dissabtes i es distribuïa al Bages, Berguedà i Solsonès, i a l'Alta Segarra. La periodicitat va anar augmentant: el 1981 s'hi va afegir el dijous; el 1983 el dilluns; el 1990 el dimecres i divendres; i el 2001 el diumenge, de manera que es va arribar a tots els dies de la setmana. Els primers ordinadors arriben a la redacció el 1985. El Regió 7 va ser pioner pel que fa a la informàtica en els diaris comarcals catalans.
L'àmbit geogràfic va créixer amb la incorporació de la Cerdanya i l'Alt Urgell el 1986, el Baix Llobregat Nord el 1994, i l'Anoia el 1995. L'any 1995 adquirí l'històric Diari d'Igualada, i d'aquesta manera creà una edició exclusivament per la comarca de l'Anoia, amb redacció a Igualada i continguts diferents de l'edició que es distribuïa a la resta de comarques. El 2009 les dues edicions es van fondre en una de sola.
El 1990 Edicions Intercomarcals adquirí una antiga fàbrica tèxtil de Manresa amb 1650 metres quadrats de superfície com a nova seu de l'empresa editora de Regió7. L'any 1993 EISA va crear Impressions Intercomarcals SA i aquell any estrenà a Sant Fruitós de Bages una planta d'arts gràfiques per imprimir el diari i moltes altres publicacions. A finals del 2001 el Grup Regió7 inaugurà Televisió de Manresa, coneguda popularment com a TVM, ubicada al mateix edifici. El 2006 EISA es va vendre a Editorial Prensa Ibérica (EPI), que esdevingué propietària del diari i de la planta gràfica. El mateix any s'estrena un nou equipament editorial, més avançat i Imprintsa estrenà una rotativa amb tecnologia més avançada. El 2001 creà la Coordinadora de Mitjans amb vuit publicacions catalanes més.
L'any 2008 celebrà el 30è aniversari, amb un grup format per 200 treballadors i 1500 col·laboradors (articulistes, corresponsals i il·lustradors i dibuixants), i delegacions a Manresa (seu central), al Berguedà, al Solsonès, a Puigcerdà, a Igualada i a Barcelona.

## Equip directiu
El primer president del consell d'administració va ser el periodista Gonçal Mazcuñán i Boix, membre del grup promotor, que al cap de poc va cedir el lloc a Josep Camprubí i Casas, activista cultural de Manresa. El primer director fou Jordi Comellas i Novell, rellevat per Gonçal Mazcuñán l'any 1981. L'any 2006, arran del canvi de propietat, Mazcuñán esdevingué president executiu del consell d'administració, i el llavors subdirector, Marc Marcè i Casaponsa, fou nomenat director. Posteriorment, Mazcuñán va ser rellevat d'aquest càrrec i va esdevenir president del consell assessor del diari.
La dècada dels 2010 va tenir com a equip responsable de la redacció els següents periodistes: Xavier Domènech i Sala com a director adjunt, Enric Badia, Salvador Redó, Carles Blaya, Francesc Galindo, David Bicollé, Susana Paz i Xavier Prunés com a caps d'àrea i de secció.
Fins al 2019, la gerència i direcció comercial és responsabilitat de Fèlix Noguera i Carrillo, que es va incorporar a la gestió de El Periódico de Catalunya, també pertanyent a Ediciones de Prensa Ibérica.
El 2024 es va incorporar Josep Lluís Micó Sanz com a director del diari.

## Seccions i suplements
Regió7 dedica la major part de l'espai redaccional a informar sobre les comarques de la seva àrea. La primera part del diari s'obre amb un Tema del Dia, seguit de la informació local organitzada en àrees geogràfiques. Després es troben les pàgines d'informació de la resta de Catalunya i el món, sota l'epígraf Arreu, i les seccions temàtiques: Economia, Esports i Cultures (que inclou Espectacles i Comunicació). També hi ha seccions diàries de Fet Divers, Opinió i Serveis.
Els suplements de periodicitat setmanal són: Dilluns Esportiu; Aula (dedicat a l'ensenyament primari i secundari), els dimarts; Tot Esport (dedicat a l'esport base i amateur), els dijous; D'entrada (espectacles i propostes culturals per al cap de setmana), els divendres; 7D (resum de la setmana), Revista (reportatges i divulgació), Classificats i Motor, els dissabtes; i Viure Diumenge (lectura i consells) els diumenges.
Els dissabtes es publica el suplement Berguedà Setmanal, que es distribueix només en aquesta comarca, i cada mes edita la publicació gratuïta Al Dia, que es distribueix al Baix Llobregat Nord. En diversos moments de l'any es publiquen suplements especials, en ocasió de fires i festes. Cada any, la setmana de Sant Jordi (abril), es publica el suplement «Dossier Catalunya central», que tracta en profunditat un tema de gran abast social que sigui al mateix temps actual i transcendent.

## Contingut periodístic
Les pàgines del Regió 7 es solen distribuir sempre de la mateixa manera. Hi ha:
- Societat
- Opinió
- Arreu
- Economia
- Esports
- Cultura
- Comunicació
- Serveis
- Portada i Contraportada
- Publicitat

Hi ha quatre fonts concretes:
- Calendari: partits, exposicions, fires...
- Esdeveniments inesperats: crims i altres successos
- Creació pròpia: reportatges i notícies
- Agència: EFE, ACN entre d'altres

## Característiques formals del disseny
Pel que fa a la tipografia, s'utilitzen dos tipus: Utopia (la principal) i Neo Sans Pro. Es procura combinar les dues per tal de donar un toc elegant i ritme. La qualitat de la impressió i el color han assolir els nivells més elevats del sector.
La pàgina en total mesura 354,5 mil·límetres d'alçada per 256 d'amplada, la taca de tinta mesura 390 per 289.
El Regió 7 es publica íntegrament a color.
La redacció disposa d'un llibre d'estil amb dades concretes sobre com han de ser les pàgines pel que fa al disseny i estil. També hi ha un llibre de maquetes que tot redactor disposa en el seu ordinador i que s'hi poden introduir modificacions sempre que s'adaptin al llibre d'estil gràfic.
La paginació sol tenir una mitjana de 48 i 56 pàgines, segons si hi ha suplements, revistes i la publicitat. Per això els caps de setmana el diari té més pàgines. No hi ha límit, la rotativa permet molta paginació.

## Premis
Entre d'altres, Regió7 ha rebut diverses vegades el Premi Nacional de Periodisme de la Generalitat de Catalunya i el Premi Tasis-Torrent de Premsa Comarcal, que atorga la Diputació de Barcelona.
Regió7 convoca cada any uns premis de reconeixement als protagonistes de l'actualitat. D'aquests, tres són designats pels lectors i espectadors en votació oberta (premis Popular, Estrella i Estrellat) i sis per un jurat qualificat (premis Cultura, Esport, Economia, Comunicació, Ambaixador i Actius Socials). També convoca un premi de treballs periodístics que es lliura juntament amb els premis Lacetània i el Bages de Cultura.

## Premsa digital
L'empresa editora de Regió7, EISA, va gestionar fins al 2014 Televisió de Manresa (TVM), continuadora de la televisió local Tele Set, que va començar a emetre l'any 1984. TVM és titular d'una llicència d'emissió en TDT local pel canal 49. Aquest canal és utilitzat en aquests moments per una televisió berguedana.
Regió7 és a la web a través del lloc Regio7.cat, gestionat per Intercomarcals Media SL. El lloc inclou seccions pròpies de serveis, publicitat i participació. El 2014 va superar els 10.000 usuaris únics de mitjana diària. El 2017 aquesta xifra arriba als 21.000.